# غايل روبين
غايل روبين (بالإنجليزية: Gayle Rubin)‏ (مواليد 1 يناير 1949 في كارولاينا الجنوبية) هي عالمة إنسان ثقافية أمريكية معروفة بكونها ناشطة وواضعة نظريات في مجال الجنس والسياسة الجنسانية. كتبت عن مجموعة من المواضيع منها: النسوية، والسادية المازوخية، والبغاء، والولع الجنسي بالأطفال، والاباحية، وأدب المثليات، فضلًا عن دراسات علم الإنسان، وتاريخ الثقافات الفرعية الجنسية، التي تركز بصفة خاصة في السياقات الحضرية. يرى الكثير مقالها لعام 1984 بعنوان «التفكير بالجنس» نصا مؤسسًا لدراسات أحرار الجنس ودراسات النوع الاجتماعي ونظرية أحرار الجنس. وهي أستاذة مشاركة في علم الإنسان ودراسات المرأة والأدب المقارن في جامعة ميشيغان في آن آربر.

## سيرة حياتها

### النشأة
نشأت روبين في منزل يهودي من بيض الطبقة المتوسطة في ولاية كارولاينا الجنوبية المنفصلة آنذاك. التحقت بمدارس حكومية منفصلة، ولم يُلغ الفصل العنصري في فصولها إلا في عامها من التخرج. كتبت روبين أن التجارب التي خاضتها أثناء نشأتها في الجنوب المنعزل منحتها «كراهية دائمة للعنصرية بجميع أشكالها واحترامًا سليمًا لعنادها». باعتبارها واحدة من اليهود القلائل في مدينتها الجنوبية، أعربت عن استيائها من هيمنة البروتستانت البيض على الأميركيين من أصل أفريقي والكاثوليك واليهود. كانت الطفلة اليهودية الوحيدة في مدرستها الابتدائية، وعوقبت على رفضها تلاوة الصلاة الربية.

### الكلية والنشاط المبكر والكتابة المبكرة
في عام 1968، كانت غايل روبين جزءًا من مجموعة نسوية لزيادة الوعي نشطة في حرم جامعة ميشيغان وكتبت أيضًا عن مواضيع نسوية لصحف الحركة النسائية وصحيفة آن آربر أرغوس. في عام 1970، ساهمت في إنشاء آن آربر راديكالسبيانز، وهي من أوائل الجماعات النسوية المثلية.
حصلت روبين على التقدير لأول مرة من خلال مقالها لعام 1975 بعنوان «الاتجار بالنساء: ملاحظات عن الاقتصاد السياسي للجنس»، إذ حاولت اكتشاف آليات اجتماعية تاريخية يُنتج من خلالها الجنسانية والمغايرة الجنسية الإلزامية، وتكون المرأة في طيات دور ثانوي في العلاقات الإنسانية.

### سان فرانسيسكو
في عام 1978 انتقلت روبين إلى سان فرانسيسكو للبدء في دراسات حول ثقافة الجلد الفرعية للذكور المثليين، في محاولة لفحص الممارسة الجنسية للأقلية لا من منظور طبي ولا من خلال عدسة علم النفس الفردية ولكن بالأحرى كعالِم إنسان يدرس مجتمعًا معاصرًا. في 13 يونيو من ذلك العام، أسست روبين، بالاشتراك مع باتريك كاليفيا وستة عشر آخرين، مجموعة سامويس، وهي أول مجموعة بي دي إس إم في الولايات المتحدة. انحلت المجموعة في مايو 1983، وفي عام 1984 انخرطت روبين في تأسيس منظمة جديدة هي «المنبوذون». أصبحت روبين من أبرز أنصار حركة الجنس الإيجابي النسوية في حروب الجنس النسوية في أواخر سبعينيات وثمانينيات القرن العشرين، إذ قدمت ورقة علمية تقليدية في مؤتمر بارنارد للجنسانية لعام 1982 في مدينة نيويورك.
في مجال التاريخ العام، كانت روبين عضوًا في مشروع تاريخ المثليين والمثليات في سان فرانسيسكو، وهي مجموعة دراسة خاصة تأسست في عام 1978 وكان من بين أعضائها ألان بيروبيه وإستيل فريدمان وآمبر هوليبو. وكانت روبين عضوًا مؤسسًا لجمعية مجتمع الميم التاريخية (المعروفة أصلًا باسم جمعية منطقة خليج سان فرانسيسكو للمثليين والمثليات التاريخية)، والتي تأسست في عام 1985. عملت في مجلس إدارة متحف ومحفوظات الجلد من عام 1992 إلى عام 2000. مجادلة بالحاجة لمحفوظات تاريخية مستقرة للأقليات الجنسانية، كتبت روبين أن «حياة أحرار الجنس مليئة بأمثلة من انفجارات رائعة خلفت القليل أو ما من أثر قابل للكشف… أولئك الذين يفشلون في تأمين نقل تاريخهم محكوم عليهم بالنسيان».

### المسيرة الأكاديمية
في عام 1994، حصلت روبن على درجة الدكتوراه في علم الإنسان من جامعة ميشيغان بأطروحة بعنوان وادي الملوك: رجال الجلد في سان فرانسيسكو، 1960–1990.
علاوة على تعيينها في جامعة ميشيغان، نالت لقب الأستاذ الزائر ف. أو. ماتيسن للنوع والجنسانية 2014 في جامعة هارفارد.
تعمل روبين في هيئة تحرير مجلة «اللقاءات النسوية» وفي المجلس الاستشاري الدولي لمجلة ساين النسوية.

## الأفكار

### «الاتجار بالنساء: ملاحظات عن الاقتصاد السياسي للجنس»
في هذا المقال، ابتكرت روبين مصطلح «نظام الجنس/النوع»، والذي تعرفه على أنه «مجموعة من الترتيبات التي يحول بها المجتمع الجنسانية البيولوجية إلى منتجات من النشاط البشري، بطريقة تلبى بها هذه الاحتياجات الجنسية المحولة». وتتخذ من المؤلفين الذين سبق لهم أن ناقشوا قضايا النوع والعلاقات الجنسية كمؤسسة اقتصادية (كارل ماركس وفريدريك إنجلز) نقطة انطلاق تخدم وظيفة اجتماعية تقليدية (كلود ليفي ستروس) وهي مستنسخة في علم النفس لدى الأطفال (سيغموند فرويد وجاك لاكان). وتزعم أن هؤلاء الكتاب يفشلون في تفسير اضطهاد المرأة على النحو المناسب، ويقدمون إعادة تفسير لأفكارهم. تتناول روبين الفكر الماركسي عن طريق تحديد دور المرأة داخل المجتمع الرأسمالي. وتزعم أيضًا أن إعادة إنتاج قوة العمل تعتمد على الأعمال المنزلية التي تقوم بها النساء لتحويل السلع الأساسية إلى رزق للعامل. من غير الممكن أن يولد نظام الرأسمالية فائضًا من دون النساء، ورغم ذلك فإن المجتمع لا يمنح المرأة القدرة على الوصول إلى رأس المال الناتج.
تجادل روبين أن الأنماط التاريخية من اضطهاد الإناث كانت السبب في بناء هذا الدور للمرأة في المجتمعات الرأسمالية. وحاولت تحليل هذه الأنماط التاريخية بأخذ نظام الجنس/النوع في عين الاعتبار. وفقًاً لروبين، فإن «النوع هو تقسيم يُفرض اجتماعيًا على الجنسين». وتستشهد بتبادل النساء داخل المجتمعات الأبوية باعتباره نمطًا مستمرًا في اضطهاد الإناث، في إشارة إلى عمل مرسيل موس بعنوان مقالة في الهبة واستخدام فكرته عن «الهبة» لإثبات فكرة أن النوع ينشأ في إطار استبدال النساء بالرجال في نظام القرابة. تولد النساء إناثًا من الناحية البيولوجية، لكنهن لا يرتبطن بنوع الجنس إلا عندما يتم التمييز بين الذكر المانح وهبة الإناث في إطار هذا التبادل. بالنسبة للرجال، فإن تقديم الابنة أو الأخت كهبة لرجل آخر لغرض الزواج يسمح بتكوين روابط القرابة بين رجلين ونقل «الاتصال الجنسي، وحالات الأنساب، وأسماء النسب والسلف، والحقوق والأشخاص». وعند استخدام التحليل الماركسي للرأسمالية في هذا النظام القائم على الجنس/النوع، فإن استبعاد المرأة من نظام التبادل يضع الرجال بموضع الرأسماليين والنساء كسلعهم الأساسية التي تناسب التبادل. تأمل روبين في نهاية المطاف بمجتمع «زنمردي ودون أنواع اجتماعية» لا يوجد فيه اختلاف جنسي بالمعنى الاجتماعي أو الهرمي.

## الجوائز والتشريفات
- 2017: يتألف حي سان فرانسيسكو ساوث أوف ماركت ليذر هستوري من أربعة أعمال فنية على طول حي رينغولد تكريمًا لثقافة الجلد الفرعية، وافتتُح في عام 2017. ومن أحد الأعمال الفنية حجر الجرانيت الأسود المحفور ضمن أشياء أخرى، كرواية لروبين. كانت روبين عضوًا هامًا في المجموعة الاستشارية للمجتمع التي استشيرت لتطوير تصاميم الأعمال الفنية.
- 2012: جائزة روث بندكت
- 2000: متحف ومحفوظات الجلد «القائد الروماني»
- 2000: جائزة الإنجاز مدى الحياة للجمعية الوطنية للجلد
- 1992: جائزة بانثيون لأسلاف الجلد
- 1988: جائزة امرأة العام للجمعية الوطنية للجلد

## جوائز
حصلت على جوائز منها:
- Ruth Benedict Prize [الإنجليزية]‏ (2012).[17]